# Aragonesos
Els aragonesos (en aragonès os aragoneses; en castellà los aragoneses) són un poble originari d'Aragó. 47.686, o un 3%, comparteixen llengua i cultura amb els catalans (els anomenats franjolins); 25.000, o un 2%, parlen aragonès, la llengua pròpia i històrica dels aragonesos, però limitada a les zones septentrionals i orientals. Avui en dia la majoria de la població de l'Aragó parla castellà aragonès. Amb una població d'1.277.471 (2006) habitants, representen un 3% de la població total espanyola.

## Demografia
Aragó és un país molt rural amb una densitat de població molt baixa, 25,4h/km². Saragossa, la capital, agrupa el 70,5%. Existeixen grups importants d'aragonesos i dels seus descendents establerts al País Valencià i Catalunya, amb quasi la meitat (2.227.000) de la població resident fora de l'Aragó i dins de l'Estat Espanyol.

## Religió
El 95% dels aragonesos es declaren catòlics. La patrona dels aragonesos és la Mare de Déu del Pilar.

## Gastronomia
La cuina d'Aragó és una cuina d'interior, continental. Es troba a la cruïlla entre les cuines de la mediterrània catalana, l'atlàntic basc i l'altiplà castellà. És així que hom pot trobar plats com el salmorejo andalús, el txilindron basc i – a la Franja – el cóc català.
Els productes i menges principals són els embotits, el pernil, la cecina i altres derivats del porc, cérvol, xai i la caça en general. La zona central és un gran productor de vi negre, fruita i hortalissa, i a la Foia d'Osca, els pastissos. A l'est hi ha la llonganissa, la gironella i l'oli d'oliva, junt amb les coques. A tot el Pirineu abunden els bolets i la caça. Altres productes locals són la mel, melmelada, avellanes i formatge de tronchón i de Radiquero.
Plats habituals són el pollastre amb txilindron, el potaje, l'ajoarriero, les migas, el rancho, la fritada, la truita de riu freda, carn a la pastora, i el salmorejo.